# Rezerwat przyrody Skały pod Adamowem
Rezerwat przyrody Skały pod Adamowem – rezerwat przyrody nieożywionej w gminie Brody, w powiecie starachowickim, w województwie świętokrzyskim.
- Powierzchnia: 8,82 ha[1] (akt powołujący podawał 8,98 ha)
- Rok utworzenia: 1995
- Dokument powołujący: Zarządz. MOŚZNiL z 27.06.1995; MP. 33/1995, poz. 407
- Numer ewidencyjny WKP: 059
- Charakter rezerwatu: częściowy
- Przedmiot ochrony: skałki zbudowane z piaskowców dolnotriasowych; interesujące kształty w formie ambon, nisz, okapów